# Mantoche
Mantoche és un municipi francès situat al departament de l'Alt Saona i a la regió de Borgonya - Franc Comtat. L'any 2007 tenia 501 habitants.

## Demografia

### Població
El 2007 la població de fet de Mantoche era de 501 persones. Hi havia 216 famílies, de les quals 56 eren unipersonals (20 homes vivint sols i 36 dones vivint soles), 84 parelles sense fills, 64 parelles amb fills i 12 famílies monoparentals amb fills.
La població ha evolucionat segons el següent gràfic:
Habitants censats

### Habitatges
El 2007 hi havia 271 habitatges, 220 eren l'habitatge principal de la família, 36 eren segones residències i 14 estaven desocupats. 252 eren cases i 18 eren apartaments. Dels 220 habitatges principals, 180 estaven ocupats pels seus propietaris, 33 estaven llogats i ocupats pels llogaters i 7 estaven cedits a títol gratuït; 9 tenien dues cambres, 23 en tenien tres, 58 en tenien quatre i 131 en tenien cinc o més. 142 habitatges disposaven pel capbaix d'una plaça de pàrquing. A 85 habitatges hi havia un automòbil i a 105 n'hi havia dos o més.

### Piràmide de població
La piràmide de població per edats i sexe el 2009 era:
| Homes | Edats   | Dones |
| ----- | ------- | ----- |
| 0     | 95 o +  | 0     |
| 4     | 90 a 94 | 0     |
| 8     | 85 a 89 | 16    |
| 4     | 80 a 84 | 4     |
| 4     | 75 a 79 | 4     |
| 12    | 70 a 74 | 20    |
| 12    | 65 a 69 | 24    |
| 32    | 60 a 64 | 12    |
| 20    | 55 a 59 | 8     |
| 20    | 50 a 54 | 36    |
| 12    | 45 a 49 | 16    |
| 8     | 40 a 44 | 16    |
| 24    | 35 a 39 | 16    |
| 12    | 30 a 34 | 12    |
| 12    | 25 a 29 | 8     |
| 4     | 20 a 24 | 12    |
| 24    | 15 a 19 | 8     |
| 20    | 10 a 14 | 12    |
| 12    | 5 a 9   | 12    |
| 12    | 0 a 4   | 4     |

## Economia
El 2007 la població en edat de treballar era de 304 persones, 220 eren actives i 84 eren inactives. De les 220 persones actives 203 estaven ocupades (111 homes i 92 dones) i 17 estaven aturades (6 homes i 11 dones). De les 84 persones inactives 35 estaven jubilades, 25 estaven estudiant i 24 estaven classificades com a «altres inactius».

### Ingressos
El 2009 a Mantoche hi havia 221 unitats fiscals que integraven 500 persones, la mediana anual d'ingressos fiscals per persona era de 19.021,5 €.

### Activitats econòmiques
Dels 18 establiments que hi havia el 2007, 1 era d'una empresa de fabricació d'altres productes industrials, 1 d'una empresa de construcció, 4 d'empreses de comerç i reparació d'automòbils, 2 d'empreses de transport, 2 d'empreses d'hostatgeria i restauració, 1 d'una empresa d'informació i comunicació, 4 d'empreses immobiliàries, 1 d'una empresa de serveis, 1 d'una entitat de l'administració pública i 1 d'una empresa classificada com a «altres activitats de serveis».
Dels 2 establiments de servei als particulars que hi havia el 2009, 1 era un paleta i 1 perruqueria.
L'únic establiment comercial que hi havia el 2009 era una carnisseria.
L'any 2000 a Mantoche hi havia 11 explotacions agrícoles que ocupaven un total de 726 hectàrees.

## Equipaments sanitaris i escolars
El 2009 hi havia una escola elemental integrada dins d'un grup escolar amb les comunes properes formant una escola dispersa.

## Poblacions més properes
El següent diagrama mostra les poblacions més properes.